# Еммелорд
Еммелорд (нід. Emmeloord) — найбільше місто та адміністративний центр муніципалітету Нордостполдер у провінції Флеволанд, Нідерланди. Станом на 1 квітня 2017 року у місті мешкало 25 744 особи.

## Географія
Еммелорд розташований у самому центрі Нордостполдера. Таке розташування планувалося згідно теорії центральних місць німецького географа Вальтера Кристаллера. За цією теорією, головне місто — Еммелорд — розташовувалося в центрі польдеру, а десять менших населених пунктів муніципалітету — у формі десятипроменевої зірки на рівній відстані від центру.
Еммелорд ділиться на 5 районів: Центральний (Emmeloord-Centrum), Північний (Emmeloord-Noord), Східний (Emmeloord-Oost), Західний (Emmeloord-West) та Південний (Emmeloord-Zuid)

## Назва
Свою назву місто отримало від колишнього поселення Еммелорд, залишеного мешканцями ще в 1859 році, на колишньому острові Схокланд (після осушення польдеру Нордостполдер став частиною материка).
Сучасний варіант написання порівняно молодий, він вперше зафіксований лише у 1820 році. Приблизно з 1478 року поселення мало назву Emelwerth, де перша частина, Emel-, походить від германського ami, що означає річку, струмок, а друга частина -werth означає штучний пагорб, насип. Щодо походження першої частини назви існують також теорії, що вона походить від германського amulu (укр. гострий), або від давньоголландського особового імені Amilio.
Близько 1650 року назва змінюється на Emeloirt. Закінчення -oirt (читається як -оорт) означає місце, населений пункт. Зміна закінчення -werth (пагорб) на -oirt (місце), ймовірно, пов'язане із поступовим затопленням острова Схокланд і зменшенням його площі.

## Історія
У 1936 році почалися роботи з осушення затоки Зейдерзе і перетворення її на низку польдерів. Офіційне закінчення робіт із створення польдеру Нордостполдер сталося у 1942 році, а 15 грудня 1943 року було засноване перше поселення, яке на той час мало проєктну назву «Село А» (Dorp A), яку пізніше змінили на сучасну. У 1962 році Еммелорд разом із десятьма меншими населеними пунктами Нордостполдера об'єднався у муніципалітет, який спершу підпорядковувався провінції Оверейсел, а з 1 січня 1986 року увійшов до новоствореної провінції Флеволанд.
10 вересня 1992 року Представник королеви у провінції Північна Голландія Йос ван Кеменаде символічно надав Еммелорду міські права.

## Транспорт
В Еммелорді, як і в інших населених пунктах муніципалітету, залізниця відсутня. Існували плани спорудження залізничної лінії Зейдерзе (Zuiderzeelijn), проте з кінця 2007 року будь-яка активність у цьому плані відсутня.
Сполучення з іншими поселеннями Нордостполдера та інших муніципалітетів здійснюється за допомогою автобусів:
- № 71 — Зволле — Гасселт — Цвартлейс — Хетвелд — Сінт-Янсклостер — Волленхове — Краггенбюрг — Маркнессе — Еммелорд
- № 75 — Стенвейк — Схерволде — Ветерінг — Блокзейл — Маркнессе — Еммелорд
- № 76 — Стенвейк — Тук — Тей — Стенвейкерволд — Віллемсорд — Блесдейке — Блессе — Олдемаркт — Оссензейл — Кейнре — Люттелгест — Маркнессе — Еммелорд
- № 77 — Еммелорд — Еспел — Крейл — Рюттен — Леммер
- № 140 — Еммелорд — Нагеле — Лелістад
- № 141 — Кампен — Камперейланд — Енс — Еммелорд — Толлебек — Урк
- № 146 — Еммелорд — Нагеле — Свіфтербант — Дронтен
- № 315 — Гронінген — Геренвен — Йоуре — Леммер — Бант — Еммелорд
- № 324 — Гронінген — Драхтен — Геренвен — Йоуре — Леммер — Бант — Еммелорд
- № 641 (шкільний) — Зволле — с-Херенбрук — Вілсум — Ейсселмейден — Кампен — Камперейланд — Енс — Еммелорд — Толлебек — Урк
- № 681 (шкільний) — Кампен — Нагеле/Енс — Еммелорд — Толлебек — Урк

Еммелорд лежить на перехресті автостради А6 та регіонального автошляху N50, які пов'язують місто з Амстердамом, Зволле і провінцією Фрисландія.
Біля Еммелорда розташований невеликий аеропорт Noordoostpolder.

## Забудова та інфраструктура

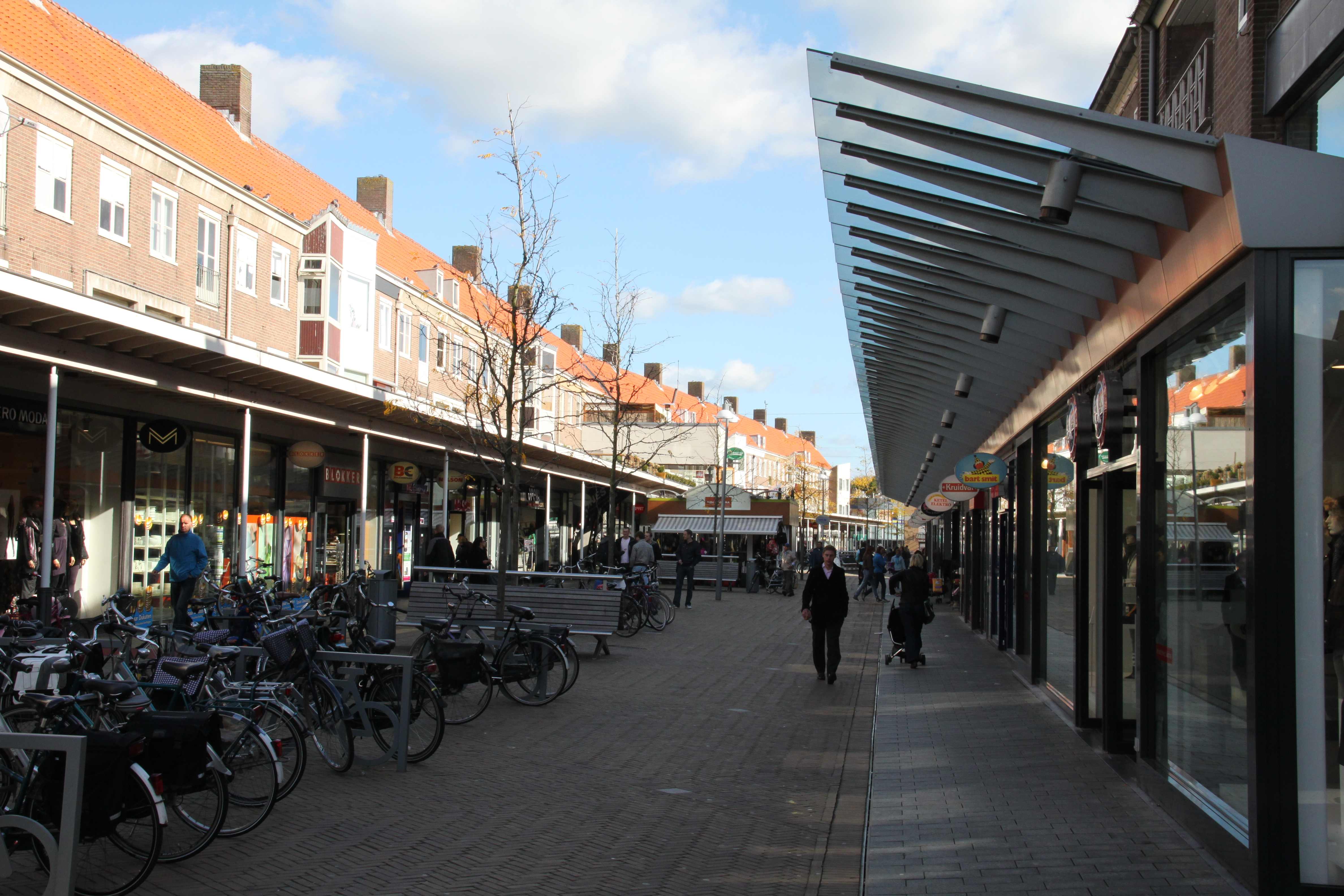
Торговельна вулиця в Еммелорді

Еммелорд планувався як центр Нордостполдера, тому тут розташовані рада муніципалітету, бібліотека, музична школа, початкова та середня школи, дві лікарні, театр і численні спортивні установи, зокрема, стадіон для легкої атлетики, закритий басейн і поле для гольфу. В Еммелорді діють два аматорських футбольні клуби: SC Emmeloord і Flevo Boys.
В Еммелорді розташовані офіси багатьох компаній Нордостполдера. Є два торгових центри, де представлені як мережеві магазини, так і локальні.

## Культура
У місті проходить декілька щорічних подій. У березні проводиться Раллі Зейдерзе (Zuiderzee Rally), наприкінці квітня — фестиваль тюльпанів (Tulpenfestival).
Вечір напередодні Дня короля (29 квітня) — святковий, у місті проходять масові заходи, ярмарки, народні гуляння.
В одну із серед у червні, липні та серпні проводяться кінні перегони. У липні, з 2005 року, проходить культурний і музичний фестиваль Oordfestival. У перший тиждень вересня проводиться міський фестиваль Pieperfestival, на якому визначається річниця створення провінції Флеволанд. У грудні, напередодні Різдва, у торговому центрі Lange Nering діє різдвяний ярмарок.

## Пам'ятки

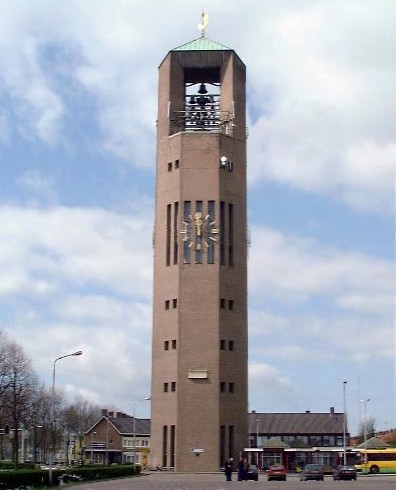
Вежа Poldertoren

В центрі Еммелорда і в географічному центрі муніципалітету Нордостполдер стоїть вежа Полдерторен (Poldertoren, укр. Польдерна вежа), яку видно майже з усіх точок міста. Зведена у 1959 році як водонапірна, з 2005 року за призначенням не використовується. «Родзинкою» вежі є карильйон із 48 дзвонів, встановлений на її верхівці. Польдерна вежа є візитівкою міста та має статус пам'ятки місцевого значення (gemeentelijke monument).
В Еммелорді нараховується 19 національних пам'яток, це будинки міста, зведені у 1947—1949 роках. Окрім Польдерної вежі, статус пам'яток місцевого значення мають ще три об'єкти: ферма, зведена 1951 року, реформатська церква De Hoeksteen, зведена у 1950—1951 роках, і римо-католицький костел Michaëlkerk, збудований у 1955—1956 роках.

## Демографія
Станом на 2016 рік у місті проживало 25 640 осіб, з яких чоловіків — 12 660, жінок — 12 975.
Поділ за віковими категоріями:
- особи у віці до 15 років — 4 830 особи, 18,84 %,
- особи у віці від 15 до 25 років — 2 975 осіб, 11,6 %,
- особи у віці від 25 до 45 років — 6 195 осіб, 24,16 %,
- особи у віці від 45 до 65 років — 6 995 осіб, 27,28 %,
- особи у віці старше 65 років — 4 635 осіб, 18,09 %.

З-поміж мешканців міста було 3 860 іммігрантів.

## Відомі люди
- Вірт Омта (нар. 1946) — колишній бургомістр
- Яннеке Брінкман-Салентейн (нар. 1948) — художниця
- Генрі Бойндерс (нар. 1953) — вчений-історик, професор
- Берт Кейзенга (нар. 1955) — ведучий, актор
- Тіа Лімбах (нар. 1959) — ковзанярка
- Манон Томас (нар. 1963) — телеведуча
- Стеф Блок (нар. 1964) — міністр безпеки та правосуддя
- Кіс Лок (нар. 1966) — футбольний тренер
- Маїке Сміт (нар. 1966) — колишня тенісистка у тенісі на інвалідних візках
- Роланд ван Бентем (нар. 1968) — бургомістр Емнеса
- Вім Бакс (нар. 1971) — актор
- Аннамарі Томас (нар. 1971) — ковзанярка
- Єрун Кейк ін де Вегте (нар. 1974) — радіо- та телеведучий
- Роб Вілерт (нар. 1978) — футболіст
- Беттіна Холверда (нар. 1979) — актриса
- Дідерік Бур (нар. 1980) — футболіст, воротар
- Маріетте Мідделбек (нар. 1983) — письменниця
- Бас Коле (нар. 1986) — кайтсерфер
- Астрід ван дер Вал (нар. 1986) — співачка і музика
- Денніс ван дер Вал (нар. 1986) — футболіст
- Річард Столе (нар. 1990) — футболіст
- Корінн Нюгтер (нар. 1992) — легкоатлетка
- Лаура Маскант (нар. 1994) — письменниця

## Міста-побратими
- Рінгеріке  Норвегія

У 1996—2000 роках містом-побратимом Еммелорда було японське місто Мідзумакі, саме тому у цьому японському містечку встановлено копію башти Poldertoren. З 2001 року товариство «Vrienden van Japan» (укр. «Друзі Японії») організовує обмін студентами. У 2012 році делегація з Мідзумакі відвідала Еммелорд.